# Nicolas Galey
 (avril 2014).
Nicolas Galey (né le 18 novembre 1960 à Paris) est un diplomate français.

## Biographie
Après un diplôme de l'Institut d'études politiques de Paris, il fait l’ENA de 1986 à 1988.
Il est conseiller diplomatique du président Nicolas Sarkozy quand débute la guerre civile syrienne en 2011. Alors qu'Éric Chevallier, ambassadeur de France à Damas, soutient que « le régime d’Assad ne tombera pas », Nicolas Galey l'admoneste, selon Pierre Vermeren, lui déclarant « Arrêtez de dire des bêtises ! Il ne faut pas s’en tenir aux faits, il faut voir plus loin que le bout de son nez. Vos informations ne nous intéressent pas. Bachar Al-Assad doit tomber et il tombera. »,.
Il est ambassadeur de France au Caire de 2012 à 2014, puis à Manille de 2017 à 2020. il est nommé en janvier 2022 ambassadeur à Islamabad

## Postes
- 1988 - 1991 : Deuxième puis premier secrétaire à Alger ;
- 1991 - 1993 : Coordonnateur géographique pour la zone Afrique du Nord – Moyen-Orient à la Direction générale des relations culturelles, scientifiques et techniques du ministère des Affaires étrangères ;
- 1993 - 1995 : Conseiller technique au cabinet du ministre des Affaires étrangères ;
- 1995 - 1999 : Premier secrétaire puis deuxième conseiller à la Mission permanente de la France auprès de l’Organisation des Nations unies à New York ;
- 1999 - 2002 : Premier conseiller au Caire ;
- 2002 - 2004 : Sous-directeur d’Égypte-Levant à la Direction d’Afrique du Nord et Moyen-Orient du ministère des Affaires étrangères ;
- 2004 - 2005 : Conseiller au cabinet du ministre des Affaires étrangères ;
- 2005 - 2006 : Directeur adjoint du cabinet du ministre des Affaires étrangères ;
- 2007 - 2009 : Ambassadeur de France à Chypre ;
- 2009 - 2012 : Conseiller à la Présidence de la République (cellule diplomatique) ;
- 2012 - 2014 : Ambassadeur de France au Caire.
- 2014 - 2017 : Ambassadeur délégué interministériel à la Méditerranée au ministère des Affaires étrangères et du Développement international[6]
- 2017 - 2020 : Ambassadeur de France à Manille[7]
- 2020 - 2021 : Au Centre de Crise et de Soutien
- 2022 - : ambassadeur de France à Islamabad